# Quan Cúc Anh
Quan Cúc Anh có tên tiếng anh là Susanna Kwan (sinh ngày 3 tháng 5 năm 1958 tại Hồng Kông thuộc Anh) là một nữ ca sĩ, diễn viên truyền hình-diễn viên điện ảnh kiêm người dẫn chương trình nổi tiếng người Hồng Kông. Cô từng là diễn viên độc quyền của hãng TVB.

## Phim của TVB
| Năm  | Tiêu đề                                   | Vai diễn               |
| ---- | ----------------------------------------- | ---------------------- |
| 1979 | The Good, The Bad and The Ugly 《網中人》 | Fong Suo Wah (方淑華)  |
| 1983 | Thần điêu đại hiệp 《神鵰俠侶》           | Lâm Triều Anh (林朝英) |
| 2006 | Hạt ngọc Đông Phương 《東方之珠》         | Chu Siu-Kiu (朱小嬌)   |
| 2007 | Sóng gió gia tộc 《溏心風暴》             | Vương Tú Cầm (王秀琴)  |
| 2008 | Sức mạnh tình thân 《溏心風暴之家好月圓》 | Chung Tiếu Sa (鍾笑莎) |
| 2009 | Cung tâm kế 《宮心計》                    | Nguyễn Thúy Vân        |
| 2010 | Công chúa giá đáo Can't buy me love       | Đinh Lai Hỷ            |

## Nhạc phim truyền hình
- No Intention to Harm You - phim Sức mạnh tình thân (TVB)
- Cannot Say Anything - phim Sóng gió gia tộc (TVB)
- Beyond The Realm Of Conscience " Cung tâm kế" (TVB)
- Can't buy me love " Công chúa giá đáo (TVB)
- Kok on tin ming " Vạn phụng chi vương (TVB)

## Những bài hát thập niên 70-80
- 为我献上心韵(关菊英)/ Vì Em Hiến Dâng Âm Thanh Trái Tim
- 我是痴情无限(关菊英)/ Em Là Người Si Tình Vô Hạn
- 關菊英- 过客 (《过客》主题曲)
- Hoàng Triều
- Hãy quên đi quá khứ
- Vạn thủy thiên sơn vẫn là tình

## Giải thưởng
| Năm  | Giải Thưởng            | Hạng Mục                         | Tác Phẩm Đề Cử     | Kết Quả   |
| ---- | ---------------------- | -------------------------------- | ------------------ | --------- |
| 2007 | TVB Anniversary Awards | Nữ diễn viên xuất sắc nhất       | Sóng gió gia tộc   | Đề cử     |
| 2007 | TVB Anniversary Awards | Nữ diễn viên được yêu thích nhất | Sóng gió gia tộc   | Đoạt giải |
| 2008 | TVB Anniversary Awards | Nữ diễn viên xuất sắc nhất       | Sức mạnh tình thân | Đề cử     |
| 2008 | TVB Anniversary Awards | Nữ diễn viên được yêu thích nhất | Sức mạnh tình thân | Đề cử     |
| 2008 | Astro Hoa Lệ Đài       | Nữ diễn viên phụ xuất sắc nhất   | Sóng gió gia tộc   | Đề cử     |
| 2008 | Astro Hoa Lệ Đài       | Nhạc phim được yêu thích nhất    | "Speechless"       | Đoạt giải |